# Машоналенд Централ
Машоналенд Централ (Mashonaland Central) је покрајина Зимбабвеа. Површина је 28.347 km² и број становника је око 1 милион (2002). Биндура је главни град покрајине.
У Машоналенд Централ имамо следеће дистрикте:
- Биндура
- Шамва
- Моунт Дарвин
- Мазове
- Гуруве
- Центенари
- Рушинга